# 人類屍體處理
人類屍體處理是指人們处理死者遗体的过程。人死亡後，軟組織会快速分解，而骨骼系統在某些条件下在死後数千年依舊完整。
古代的罗马人、希臘人、印度教教徒和一些玛雅人會实行火葬；古代的中国人、日本人、巴厘岛人、犹太人、基督徒和穆斯林以及其他一些玛雅人实行土葬；古埃及人則會將尸體保存為木乃伊；藏傳佛教教徒、一些蒙古族和一些祆教教徒則實行天葬。天葬和类似的处置方法則被称为寂静之塔。

## 常見手段
通常統治階級的尸體會埋葬在陵墓中。有些社会名流死後尸体存放在教堂的地下室中。在某些地区，由于空间有限，墓地需要多次使用。在这些地区，一旦死者尸體腐烂成骷髅，骨头就会被移到骨库中。

### 火葬
火葬也是一种古老的习俗；这是古罗马处理尸体的常用方式。維京人偶尔会在维京长船上火化尸體。 二十世纪下半叶以来，人們不顾一些宗教团体的反对，火葬變得越来越流行。犹太法律(哈拉卡) 禁止火葬，猶太人认为尸體被火化後灵魂将无法找到最后的安息之所。罗马天主教会多年来一直禁止火葬，但自1963年以來逐漸默許。教会规定火化後的骨灰應該被埋葬；他们不允许火化後的骨灰直接散落一地或保留在家中。许多天主教墳場现在都有骨灰龛位用于保存骨灰。一些新教教派也允许火葬；较保守的教派一般不允許火葬。東正教會和伊斯兰教也禁止火葬。
在印度教徒、耆那教徒、锡克教徒和一些佛教教徒（例如日本佛教徒）中，火葬很流行。 佛教非常鼓勵信眾火葬，認為可以幫助亡者的神識『超生』，若果選擇土葬的话，則認為亡者會較容易執著身軀，不得解脱，不願離開世間的痛苦。

## 不太常见的處理方法

### 天葬
天葬是指讓秃鹰吃掉尸体。肉被吃掉後人們可以选择火化留下的骨骼，或者将骨骼掩埋。古代波斯人、西藏人、孟买和卡拉奇的祆教教徒、一些美洲原住民实行天葬。  与其他尸體处置方法相比，天葬可以为环境带来好处，因为它不会产生空气污染，而且尸体的分解速度相当快。 

### 海葬
海葬曾經指的是将尸体扔进海里，為确保它下沉，人們還會在尸體上捆绑重物。这是海军和航海国家的普遍做法。而在現今，海葬也可能是指將骨灰撒入海洋。 
此外還有船葬，这也是一种海上葬礼，尸体被放置在船上漂流。

### 水焚葬
水焚葬是指讓尸體溶剂化，例如讓尸體在酸或碱液溶液中分解，尸體分解為液体後再做後續处理（例如倒进下水道）。
支持者認為声称，由于水焚葬可以不會排放出CO
2 ，這一處理方式比火葬更环保。另一方面，许多人认为把液體“倒进下水道”的做法是有失尊严的。 

### 其他不太常见的處理方式
- 遗体捐赠——尸體捐赠给医学院或其他醫療机构——尸體先经防腐处理，然後讓醫學院的學生研究和解剖，尸体通常最终會被火化。不過捐贈的器官或组织可能会保存一段时间。
- 太空葬
- 在战争、种族灭绝或發生流行病的情况下，一大批人會被埋在萬人塚中
- 屍體農場
- 合成鑽石，将尸体的骨灰做成钻石。[8][9]

## 尸體防腐
在某些情况下，有些会試圖保存部分或全部遺體。这些方法包括：
- 深低溫保存，例如人體冷凍技術
- 木乃伊，例如古埃及的木乃伊
- 剝製；一种极为罕见的尸體保存方式，朱莉娅·帕斯特罗娜就是其中之一 。
- 生物塑化技术：这项技术是由冈瑟·冯·海根斯提出。

具有考古学或医学意义的人类遗骸通常保存在博物馆或被私人收藏。

## 处置准备
許多宗教和地區在人死後都會舉行葬礼。驗屍後，之前被拿出體外解剖的器官還要放回尸體內，以便与尸体一起埋葬。
在埋葬或火葬尸体前，通常尸體先将其存放在太平间中。如果做不到的話，例如在战场上，则把尸體放入屍袋中。

### 木乃伊化

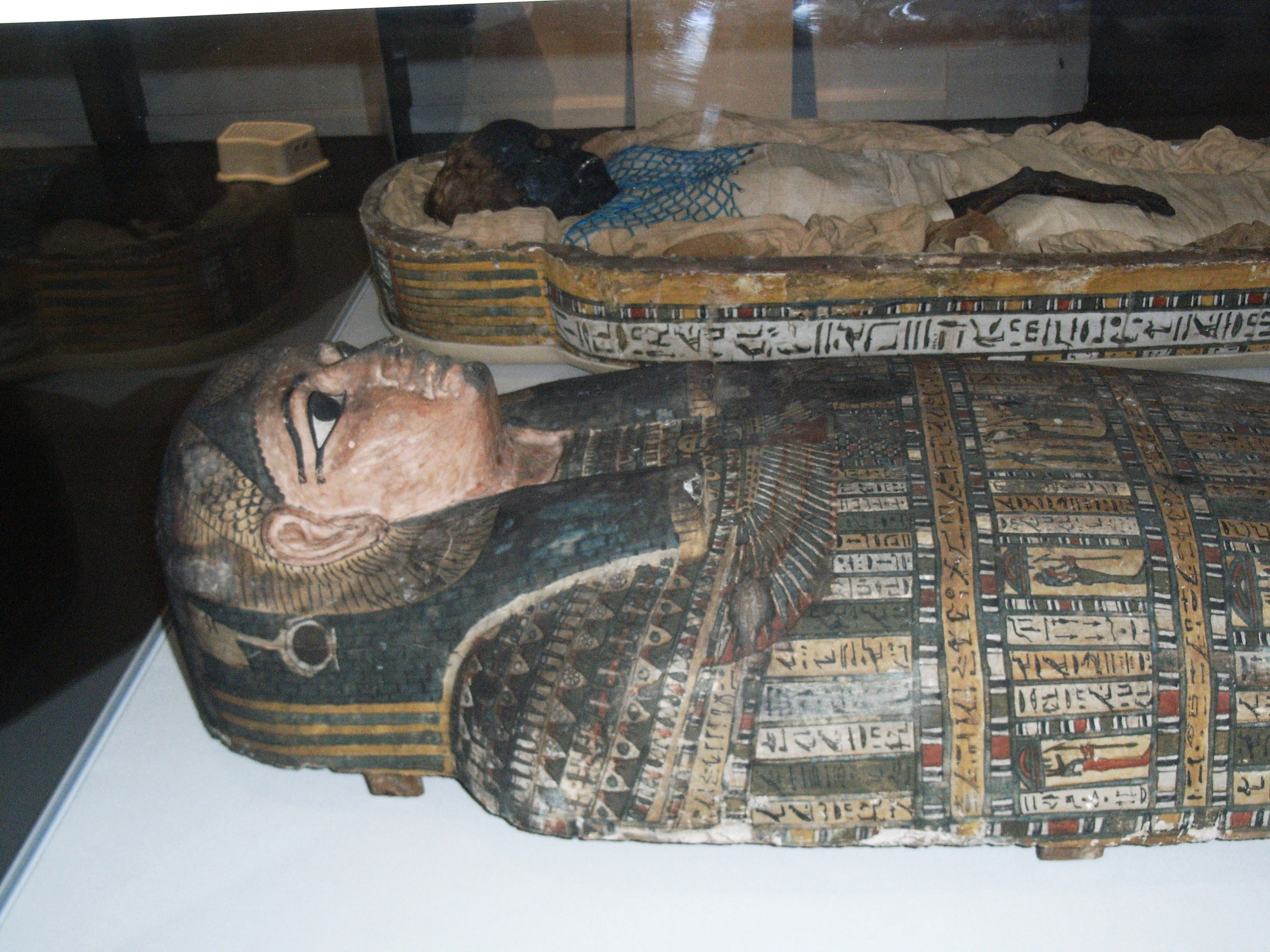
公元前7世纪的埃及木乃伊

木乃伊化是指讓尸体變得乾燥並去除尸體內的器官。最著名的木乃伊就是古埃及的木乃伊。在古埃及，人們先用树脂對尸体进行防腐处理，器官被取出并放在罐子里。然后将尸体用绷带包裹起来，连同装着器官的罐子一起放在坟墓里。 许多贵族和高级官僚的尸体都经过防腐处理，并存放在陵墓内的豪华石棺中。法老经过防腐处理的尸体會被存放在埃及金字塔或帝王谷中。 
不過智利的钦乔罗木乃伊是迄今为止地球上發現的最古老的木乃伊。 

## 法律规定
许多司法管辖区已经制定了与尸體处置有关的行政法规。例如中華人民共和國的侮辱尸體罪和损坏、遗弃尸体罪。

## 刑事
在事故或刑事案件中，只要尸体未被發現，則死者就被视为失蹤者。
在刑事案件中，罪犯處理的尸體方法包括：
- 將尸體切成小塊丟入下水道中（来惠利失踪案）
- 與混凝土混合（例如女子高中生水泥埋屍案 ）
- 丟入垃圾填埋场中（例如娜塔莉·霍洛威失踪案）
- 喂养动物（例如猪或食肉昆虫；泰德·邦迪和羅伯特·皮克頓曾經用這種手段處理被害人尸體）
- 把尸體遺棄在洞穴、废弃井、废弃矿井中
- 焚尸滅跡
- 伪装成动物的肉（例如屠宰场、食物垃圾）
- 无限期储存（例如放在冰箱中，如保罗·马歇尔·约翰逊被害案以及上海杀妻藏尸案)

许多犯罪分子将尸体丢弃在河中，希望尸体被沖走。但是，这种方法很可能会导致尸体很快被發現。還有罪犯會把尸體丟入湖泊或海洋中，但由于尸體分解產生的气体被皮膚阻擋，會出現巨人觀現象，使得尸體體積變大，这可能会使身体浮出水面，還有尸体會被冲到岸边。在渔民的漁網中也會发现尸体，偶尔潜水员也发现尸体。极冷且含氧量很少的水甚至可以保存尸体，从而使得被害人尸體更容易被發現和識別。